# Abito cigno di Björk
L'abito cigno di Björk è il celebre abito a foggia di "cigno" indossato dalla cantante islandese Björk in occasione della 73ª edizione della cerimonia di premiazione degli Oscar, il 25 marzo 2001. Un sondaggio organizzato da Debenhams e pubblicato sul Daily Telegraph l'ha votato come il nono abito maggiormente ricordato di tutti i tempi.

## Design
L'abito, disegnato dallo stilista macedone Marjan Pejoski, è a forma di un cigno, e durante la cerimonia di premiazione degli oscar Björk ha mimato la deposizione di un uovo sul tappeto rosso. Il vestito è stato descritto da Emanuel Levy come "Un abito da cigno gigante, una calzamaglia coperta da un enorme cigno la cui testa e becco sono adagiati sul suo [di Björk] petto". La cantante aveva due copie del vestito, dato che per la sua stessa realizzazione esso non poteva essere lavato. In seguito Björk ha utilizzato quell'abito anche per la copertina dell'album discografico del 2001 Vespertine ed in numerose occasioni durante il Vespertine Tour.

## Accoglienza
Per settimane dopo la cerimonia degli oscar si è parlato dell'abito cigno nel mondo della moda e dell'intrattenimento: esso è stato ampiamente criticato perché considerato scandaloso, stravagante o destinato a "diventare la gaffe della moda dell'anno". Altri invece lo hanno considerato sufficientemente strano da essere più di una semplice mossa pubblicitaria, come confermato da Björk. Jay Carr del Boston Globe ha scritto, "L'avvolgente abito cigno di Björk... la fa sembrare una profuga proveniente dalla peggiore compagnia di balletto provinciale", mentre Steven Cojocaru ha definito l'abito "probabilmente una delle cose più stupide che io abbia mai visto". Joan Rivers ha sottolineato "In seguito ho visto Björk nella toilette delle donne seminare carta igienica sul pavimento; questa ragazza dovrebbe essere chiusa in un manicomio." Tuttavia, l'abito è stato anche lodato da alcuni per la sua originalità: The New York Observer ha espresso il giudizio "totale complessivo: j'adore", ed anche Melissa Etheridge ha espresso apprezzamento per l'abito.
In risposta al clamore mediatico, Björk ha dichiarato "È soltanto un abito". Ha poi specificato, riguardo alla scelta del cigno, "Non so davvero perché sono ossessionata dai cigni ma, come ho già detto, tutto ciò che riguarda il mio nuovo album ha a che fare con l'inverno e loro [i cigni] sono bianchi, una specie di uccelli dell'inverno. Ovviamente molto romantici, essendo monogami. È una di quelle cose in cui sono troppo coinvolta per poterla descrivere. Quando sei ossessionata da qualcosa, puoi spiegarla solo cinque anni dopo, ma al momento, non sai esattamente perché. Attualmente, i cigni sembrano rappresentare per me tante cose."
L'abito è stato successivamente emulato da Ellen DeGeneres in occasione della cerimonia di consegna degli Emmy Awards del 2001. Nel 2007 è stato proposto di rendere l'abito parte della sfilata di moda degli oscar organizzata quell'anno per ricordare gli abiti più celebri presentati nelle precedenti edizioni della cerimonia; tuttavia, secondo quanto comunicato dalla produttrice Laura Ziskin, il team di Björk ha rifiutato l'offerta.
Valentino ha realizzato un vestito simile nel 2014.